# Poczta piesza we Wrocławiu
Pierwsza wzmianka o założeniu poczty pieszej na Dolnym Śląsku pochodzi z 1387 roku, kiedy utworzono we Wrocławiu związek pieszych gońców poczty kupieckiej. W XVI w. ustalono pierwsze regulaminy ruchu pocztowego dla gońców pocztowych. W XVI – XVII w. poczta piesza śląska obsługiwała przede wszystkim pocztę kupców, a gońcy pocztowi przemierzali ściśle oznaczone kursy. Pierwsze połączenia pocztowe śląskiej poczty pieszej zorganizowano na trasie Wrocław – Poznań – Toruń – Gdańsk, jednak dokładnej daty ich uruchomienia nie ustalono. Wiadomo jedynie, że pod koniec XVI w. istniały tu już regularne kursy. Niedbałe wykonywanie obowiązków przez gońców pocztowych spowodowało liczne skargi kupców wrocławskich i gdańskich, co było przyczyną wydania w roku 1604 regulaminów ruchu pocztowego. Po przejęciu poczty pieszej przez Radę Miasta Wrocławia utworzono Pocztową Komorę Śląską, która zorganizowała dodatkowe połączenia pocztowe śląskiej poczty. W XVII w. poczta piesza zanika i zostaje zastąpiona pocztą państwową Komory Śląskiej, która urządza już poczty wozowe oraz poczty konne. 